# Савчицы
Савчицы (укр. Савчиці) — село в Кременецкой городской общине Кременецкого района Тернопольской области Украины.
Код КОАТУУ — 6123482304. Население по переписи 2001 года составляло 392 человека.

## Географическое положение
Село Савчицы находится на левом берегу реки Иква,
выше по течению примыкает село Дунаев,
ниже по течению на расстоянии в 1 км расположено село Великие Бережцы, на противоположном берегу — село Куликов.

## История
- 1325 год — дата основания.

## Объекты социальной сферы
- Школа I ст.
- Фельдшерско-акушерский пункт.